# Las embajadas chifladas
Las embajadas chifladas' es una historieta serializada entre 1991 y 1992 del dibujante de cómics español Francisco Ibáñez perteneciente a su serie Mortadelo y Filemón.

## Trayectoria editorial
Firmada en 1991, se publicó entre diciembre de 1991 y abril de 1992 en la revista Mortadelo Extra. Se encuentra en álbum en el número 32 de la Colección Olé. 

## Sinopsis
El comportamiento de algunos embajadores está poniendo en peligro las relaciones de España con los países extranjeros y dejando al país en ridículo. Mortadelo y Filemón tendrán que ir a buscar a los embajadores donde descubrirán que estos están siendo inoculados con una "droga chiflatizante", que causa sus extrañas actuaciones.

## Gags y curiosidades
Esta historieta fue entintada por el dibujante de cómics Raf.
Mortadelo y Filemón viajan a Laponia desde Barcelona en metro. Entran en la Estación de Lesseps y salen por la de Laponia Centro. Filemón mira incrédulo mientras Mortadelo alaba las ampliaciones que ha hecho la compañía. Algo parecido ocurre en En Alemania, donde entran en un agujero y en la siguiente viñeta salen por una estación del Metro de Hamburgo. En El antídoto Mortadelo se esconde en un agujero escapando de un guardia; ese agujero da a una estación de metro, por donde continúa la huida. En ¡Bye bye, Hong Kong!, también emplean el metro para viajar desde Barcelona a Hong Kong, confiando en que así llegarán en el anonimato (misión en la que fracasan).